# Alison McGregor
Alison Hazel McGregor es una fisioterapeuta e ingeniera biomédica británica que es profesora en el Imperial College London. Su investigación se centra en el sistema musculoesquelético y los mecanismos/impactos de las lesiones. Anteriormente se desempeñó como presidenta y secretaria de la Sociedad para la Investigación del Dolor de Espalda.

## Primeros años y educación
McGregor estudió fisioterapia en King's College de Londres. Se graduó con un diploma en fisioterapia en 1989 y luego se mudó a la Universidad de Surrey para realizar sus estudios de posgrado. Su doctorado en bioingeniería se centró en la biomecánica humana.

## Investigación y carrera
En 1997, McGregor empezó a trabajar en el Imperial College London, donde empezó a estudiar el dolor de espalda. Es un miembro destacado del MSk Lab, donde desarrolla mejores herramientas de diagnóstico, intervenciones quirúrgicas y comprensión del movimiento humano en el sistema musculoesquelético. Anteriormente se desempeñó como presidenta y secretaria de la Sociedad para la Investigación del Dolor de Espalda.
McGregor se unió a un equipo de investigación interdisciplinario que brinda fisioterapia a los remeros del Imperial's Boat Club. En particular, McGregor estaba interesado en identificar la técnica ideal que pudiera minimizar el riesgo de lesión. A través del Imperial College Boat Club, McGregor se involucró con British International Rowing. Ha demostrado que la posición de la cadera es fundamental para remar y que una posición encorvada puede limitar la transferencia de potencia.
En 2012, McGregor y dos estudiantes fueron elegidos portadores de la llama olímpica del Imperial College de Londres en la preparación de los Juegos Olímpicos de Londres 2012. Fue seleccionada por sus contribuciones al Imperial Boat Club. En 2017, el Imperial College Boat Club reconoció sus veinte años de dedicación al club con una fiesta honorífica, en la que pusieron su nombre a un barco. 

## Vida personal
McGregor se interesa por los deportes y la fotografía.

## Publicaciones seleccionadas
- Rowland, Simon P.; Fitzgerald, James Edward; Holme, Thomas; Powell, John; McGregor, Alison (13 de enero de 2020). «What is the clinical value of mHealth for patients?». npj Digital Medicine 3 (4). ISSN 2398-6352. PMC 6957674. PMID 31970289. doi:10.1038/S41746-019-0206-X.
- Bergmann, J. H. M.; McGregor, A. H. (15 de junio de 2011). «Body-worn sensor design: what do patients and clinicians want?». Annals of Biomedical Engineering 39 (9): 2299-2312. ISSN 0090-6964. PMID 21674260. doi:10.1007/S10439-011-0339-9.
- Adesida, Yewande; Papi, Enrica; McGregor, Alison H. (2 de abril de 2019). «Exploring the Role of Wearable Technology in Sport Kinematics and Kinetics: A Systematic Review». Sensors 19 (7): 1597. ISSN 1424-8220. PMC 6480145. PMID 30987014. doi:10.3390/S19071597.